# 格朗康
格朗康（法語：Grand-Camp，法語發音：[ɡʁɑ̃ kɑ̃]）是法国滨海塞纳省的一个市镇，属于勒阿弗尔区。

## 地理
格朗康（49°33'11"N, 0°35'54"E）面积4.91 平方千米，位于法国诺曼底大区滨海塞纳省，该省份为法国北部沿海省份，其西部及北部濒大西洋英吉利海峡，东起顺时针与索姆省、瓦兹省、厄尔省和卡爾瓦多斯省接壤。
与格朗康接壤的市镇（或旧市镇、城区）包括：兰托、圣阿尔努、圣尼古拉德拉艾、特鲁维尔、塞纳河畔热罗姆港。

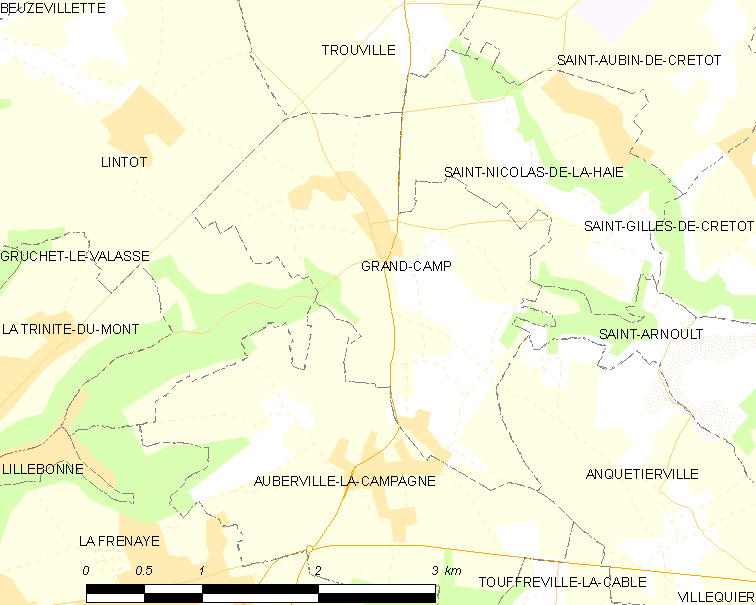
格朗康的OSM定位图

格朗康的时区为UTC+01:00、UTC+02:00（夏令时）。

## 行政
格朗康的邮政编码为76170，INSEE市镇编码为76318。

## 政治
格朗康所属的省级选区为塞纳河畔热罗姆港县。

## 人口

1962-2008年间格朗康人口变化图示

格朗康于2022年1月1日时的人口数量为763人。